# Luxemburg-Rundfahrt 2008
Die 68. Luxemburg-Rundfahrt war ein Rad-Etappenrennen, das vom 4. bis 8. Juni 2008 stattfand. Es wurde in einem Prolog und vier Etappen über eine Distanz von 703,1 Kilometern ausgetragen. Das Rennen zählte zur UCI Europe Tour 2008 und war dort in die höchste Kategorie 2.HC eingestuft.

## Etappen
| Etappe    | Tag     | Start – Ziel                | km    | Etappensieger       | Gesamtwertung     |
| --------- | ------- | --------------------------- | ----- | ------------------- | ----------------- |
| Prolog    | 4. Juni | Luxemburg (EZF)             | 2,4   | Fabian Cancellara   | Fabian Cancellara |
| 1. Etappe | 5. Juni | Luxemburg – Mondorf         | 177,2 | Juan José Haedo     | Fabian Cancellara |
| 2. Etappe | 6. Juni | Schifflingen – Differdingen | 197   | Ignatas Konovalovas | Fabian Cancellara |
| 3. Etappe | 7. Juni | Wiltz – Diekirch            | 172,2 | Michael Albasini    | Joost Posthuma    |
| 4. Etappe | 8. Juni | Mersch – Luxemburg          | 154,3 | Salvatore Commesso  | Joost Posthuma    |